# Northern Samar
Northern Samar is een provincie van de Filipijnen op het eiland Samar in de centraal gelegen eilandengroep Visayas. De provincie maakt deel uit van regio VIII (Eastern Visayas). De hoofdstad van de provincie is de gemeente Catarman. Bij de census van 2015 telde de provincie ruim 632 duizend inwoners.

## Geografie

### Topografie en landschap
De provincie Northern Samar ligt op het noordelijke deel van het eiland Samar. Ten noorden van de provincie ligt de San Bernardinostraat, ten oosten de Filipijnenzee, ten zuiden de provincie Samar en ten westen de Samarzee. De provincie is met 3498 km² de kleinste provincie op Samar.
Het landschap wordt gedomineerd door lage, maar steile heuvels en kleine laaglandgebieden. De provincie beschkt over rijke, goed voor landbouw geschikte grond.

### Bestuurlijke indeling
Northern Samar bestaat uit 24 gemeenten.
| - Allen - Biri - Bobon - Capul - Catarman - Catubig - Gamay - Laoang - Lapinig - Las Navas - Lavezares - Lope de Vega | - Mapanas - Mondragon - Palapag - Pambujan - Rosario - San Antonio - San Isidro - San Jose - San Roque - San Vicente - Silvino Lobos - Victoria |

Deze stad en gemeenten zijn weer verder onderverdeeld in 569 barangays.

## Demografie
Northern Samar had bij de census van 2015 een inwoneraantal van 632.379 mensen. Dit waren 43.366 mensen (7,4%) meer dan bij de vorige census van 2010. Ten opzichte van de census van 2000 was het aantal inwoners gegroeid met 131.740 mensen (26,3%). De gemiddelde jaarlijkse groei in die periode kwam daarmee uit op 1,36%, hetgeen lager was dan het landelijk jaarlijks gemiddelde over deze periode (1,72%).

De bevolkingsdichtheid van Northern Samar was ten tijde van de laatste census, met 632.379 inwoners op 3692,93 km², 171,2 mensen per km².

### Klimaat
Het klimaat is qua regenval in te delen in type II. Dat houdt in dat er een duidelijk te onderscheiden natte periode is van november tot en met januari. Er is geen duidelijk te onderscheiden droog seizoen. De maanden mei is het droogst. De gemiddelde maximumtemperatuur in de hoofdstad Cataman is 29 graden Celsius en de gemiddelde minimumtemperatuur is 25 graden Celsius. Omdat Eastern Samar in de baan ligt die tyfoons volgen wordt de provincie een aantal keer per jaar getroffen door dit natuurfenomeen.
| Borongan               | jan | feb | mar | apr | mei | jun | jul | aug | sep | okt | nov | dec | jaar |
| ---------------------- | --- | --- | --- | --- | --- | --- | --- | --- | --- | --- | --- | --- | ---- |
| Gemiddelde temp. (°C)  | 26  | 26  | 26  | 27  | 28  | 28  | 28  | 28  | 28  | 27  | 26  | 26  | 27   |
| Gem. maximumtemp. (°C) | 27  | 28  | 28  | 30  | 31  | 31  | 30  | 31  | 30  | 30  | 28  | 27  | 29   |
| Gem. minimumtemp. (°C) | 23  | 23  | 23  | 25  | 25  | 25  | 25  | 26  | 25  | 25  | 25  | 24  | 25   |
| bron: Weatherbase      |     |     |     |     |     |     |     |     |     |     |     |     |      |

## Economie
Northern Samar is een relatief arme provincie. Uit cijfers van het National Statistical Coordination Board (NSCB) uit het jaar 2003 blijkt dat 40,8% (9945 mensen) onder de armoedegrens leefde. In het jaar 2000 was dit 49,5%. Daarmee staat Northern Samar 39e op de lijst van provincies met de meeste mensen onder de armoedegrens. Van alle 79 provincies staat Northern Samar echter 56e op de lijst van provincies met de ergste armoede..